# آتاناریک

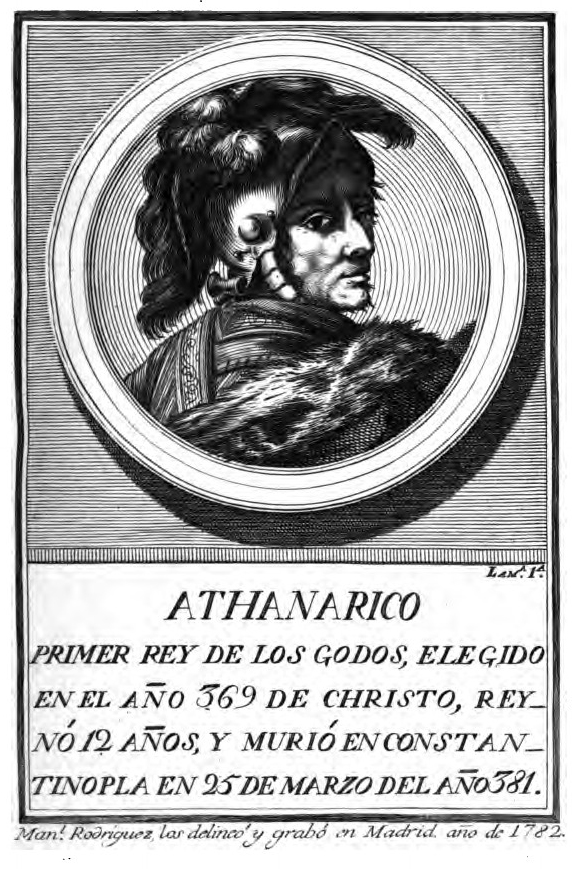
Athanarico

آتاناریک (درگذشتهٔ ۳۸۱) شاهزاده و فرمانروای ویزیگوت‌ها (گوتهای باختری) از ۳۶۴ تا ۳۷۶ بود. او در دوران زمامداری‌اش سه بار علیه والنس، امپراتور روم وارد جنگ شد و در فاصلهٔ ۳۶۹ تا ۳۷۲ دست به کشتار مسیحیان در داسیا (درحدود رومانی امروزی) زد. سنت ساباس گوث از مهمترین قربانیان او در این کشتارها بود.
در ۳۷۶ آتاناریک در حملهٔ هونها از آنان شکست خورد و همراه با تعداد اندکی از پیروانش به ترانسیلوانیا (ناحیه‌ای در رومانی اموزی) گریخت. با این حال بیشتر ویزیگوت‌ها به رهبری فریتیگرن در امپراتوری روم پناه جستند. آتاناریک نیز در ۳۸۱ به روم رفت اما تنها یک شب پس از ورودش به قسطنطنیه درگذشت.